# KRTAP4-3
KRTAP4-3 (англ. Keratin associated protein 4-3) – білок, який кодується однойменним геном, розташованим у людей на 17-й хромосомі. Довжина поліпептидного ланцюга білка становить 195 амінокислот, а молекулярна маса — 20 504.
| 10         |  | 20         |  | 30         |  | 40         |  | 50         |
| ---------- |  | ---------- |  | ---------- |  | ---------- |  | ---------- |
| MVSSCCGSVC |  | SDQSCGQGLG |  | QESCCRPSCC |  | QTTCCRTTCC |  | RPSCCISSCC |
| RPSCCISSCC |  | KPSCCRTTCC |  | RPSCCISSCC |  | RPSCCISSCC |  | KPSCCRTTCC |
| RPSCCISSCC |  | RPSCCISSCC |  | KPSCCQTTCC |  | RPSCCISSCY |  | RPQCCQPSCC |
| RPACCISSCC |  | HPSCCVSSCR |  | CPFSCPTTCC |  | RTTCFHPICC |  | GSSCC      |

A: Аланін

C: Цистеїн

D: Аспарагінова кислота

E: Глутамінова кислота

F: Фенілаланін

G: Гліцин

H: Гістидин

I: Ізолейцин

K: Лізин

L: Лейцин

M: Метіонін

P: Пролін

Q: Глутамін

R: Аргінін

S: Серин

T: Треонін

V: Валін